# Природни језик
Природни језици подразумевају језике који су спонтано настали у давним временима и којима говоре поједине људске заједнице (народи, нације, племена).
Многи језици су у свакодневној употреби, али нису сви ти језици природни, као што ни сви природни језици нису у употреби (мртви језици).

## Природни, плански и вештачки језици
Поткатегорија »природни језици« уведена је да би се њоме објаснили језици који нису природни, али су у употреби или се могу употребити за споразумевање.
Поред природних језика, постоје и плански језици који се користе или се могу користити за споразумевање. Од планских језика који су у употреби најпознатији су есперанто, интерлингва и идо (ово су иначе једини плански језици који имају своје портале на Википедији). Други плански језици су за сада само теоретски пројекти који још увек немају своје говорнике (што је неопходно за остварење језичке праксе).
Осим језика који се користе за споразумевање, постоје и вештачки језици. Вештачки језици могу бити створени из научних разлога (као језички експеримент) или из практичних разлога (програмски језици у рачунарској техници). У ту категорију спадају и фиктивни и тајни језици.
Битна разлика између планских и вештачких језика је у чињеници да се плански језици граде на основу лексике и синтаксе живих језика, док вештачки језици имају сасвим другу логику творбе, која проистиче из намене тог језика.

## Језичка пракса
- Природни или етнички језик је језик који се развија као део културе неког етно простора чији га чланови употребљавају као матерњи језик. За разлику од планских и вештачких језика, природни језик настаје спонтано.
- Термин природни језик често означава сваки језик у људској употреби, док се као вештачки означавају програмски језици.